# بنجامين كليمنتين
بنجامين كليمنتين (بالإنجليزية: Benjamin Clementine)‏ هو عازف بيانو ومغن مؤلف وشاعر بريطاني، ولد في 7 ديسمبر 1988 في لندن في المملكة المتحدة.

## وصلات خارجية
- الموقع الرسمي
- بنجامين كليمنتين على موقع IMDb (الإنجليزية)
- بنجامين كليمنتين على موقع ألو سيني (الفرنسية)
- بنجامين كليمنتين على موقع ميوزك برينز (الإنجليزية)
- بنجامين كليمنتين على موقع ديسكوغز (الإنجليزية)
- بنجامين كليمنتين على موقع قاعدة بيانات الفيلم (الإنجليزية)